# Barry Zito
Barry William Zito (Las Vegas, Nevada; 13 de mayo de 1978) es un exjugador de béisbol estadounidense que se desempeñó como lanzador zurdo en las Grandes Ligas durante 15 temporadas.

## Trayectoria profesional

### Ligas mayores
En 1999, fue seleccionado por los Oakland Athletics en la primera ronda del draft y recibió un contrato por $1.59 millones de dólares.
En 2002, ganó el premio Cy Young al mejor lanzador de la Liga Americana, justo por delante de Pedro Martínez. En 2002 y 2003 fue nominado como lanzador para el Equipo de las Estrellas de la Liga Americana. Su contrato con los Oakland Athletics expiró al final de la temporada 2006. Fue traspasado a los Gigantes de San Francisco para la temporada de 2007 y recibió un contrato de 126 millones de dólares por siete años, en aquel momento el mejor pagado de la historia para un lanzador.

## Vida personal
Se comprometió con la Miss Misuri Amber Seyer en abril de 2011, y se casaron el 3 de diciembre de 2011. Su padre, que falleció el 19 de junio de 2013, a la edad de 84 años, compuso y arregló música para Nat King Cole a principios de la década de 1960 y realizó arreglos para la Buffalo Symphony Orchestra.
Es el sobrino del actor estadounidense Patrick Duffy.